# Leuculopsis collineata
Leuculopsis collineata là một loài bướm đêm trong họ Geometridae.